# Barbus pseudotoppini
Barbus pseudotoppini és una espècie de peix cipriniforme de la família dels ciprínids.

## Morfologia
Els mascles poden assolir els 4,5 cm de longitud total.

## Distribució geogràfica
Es troba a Tanzània.